# Комнік Юрій Федорович
Комнік Юрій Федорович (нар. 1931, Бердянськ – пом. 2018, Харків) – радянський і український фізик-експериментатор. Автор фундаментальних досліджень у галузі фізики тонких плівок, доктор фізико-математичних наук (1975), професор (1981), лауреат Державної премії УРСР у галузі науки і техніки (1986).

## Біографія
Юрій Федорович Комнік народився 29 січня 1931 року у м. Бердянськ, Запорізька область, УРСР. У 1956 р. закінчив Харківський політехнічний інститут за фахом «Фізика металів», закінчив аспірантуру під керівництвом проф. Л. С. Палатника. У 1970 р. з ініціативи директора ФТІНТ Б. І. Вєркіна  очолив щойно створений відділ  електронних кінетичних властивостей металів, яким керував до 2002 р. З 2002 р. працював головним науковим співробітником у цьому відділі. За час керівництва Ю.Ф. Комніком, відділ перетворився з невеликої наукової групи в потужний дослідницький колектив.  У 1975 захистив докторську дисертацію, у 1981 одержав звання професора, у 1986 став лауреатом Державної премії УРСР у галузі науки і техніки. Опублікував понад 180 наукових статей, кілька оглядів, є автором монографії «Фізика металевих плівок. Розмірні й структурні ефекти», що була видана у 1979 році. Має індекс Гірша h=18. Під керівництвом Ю. Ф. Комніка було захищено 14 кандидатських дисертацій . Помер Юрій Федорович Комнік 2 червня 2018 року.

## Основні наукові результати
Юрій Федорович Комнік дослідив фізичні властивості металів у тонких шарах, електронні кінетичні явища у тонких плівках та низьковимірних провідниках. Провів фундаментальні дослідження утворення тонких плівок і фазових переходів у частках малого розміру. Виявив квантовий розмірний ефект в провідності тонких плівок стибію й олова. Встановив кореляції електронних властивостей аморфних металів з їх координаційною структурою. Спостеріг ефекти слабкої локалізації електронів у плівках напівметалів і відокремлені внески у квантової інтерференції від ефектів слабкої локалізації носіїв заряду та електрон — електронної взаємодії. Визначив часи релаксації електронів у дельта-шарах і їх температурну залежність.

## Вибрані публікації
1. Комник Ю. Ф. Физика металлических пленок. Размерные и структурные эффекты. — М.:  «Атомиздат», 1979—264 с. (рос.)
2. Палатник Л. С., Комник Ю. Ф. Исследование температуры плавления тонких конденсированных слоев Sn и Bi // ФММ. — 1960. -  Т. 9, С. 374—381.
3. Комник Ю. Ф., Бухштаб Е. И., Наблюдение квантового и классического размерных эффектов в поликристаллических тонких пленках висмута // ЖЭТФ.–1968.– V. 54. — No.1.– С. 63-68.
4. Комник Ю. Ф., Бухштаб Е. И. Квантовые размерные эффекты в тонких пленках олова. // Письма в ЖЭТФ. — 1968.- Т. 8. — С. 9-13.
5. Комник Ю. Ф., Бухштаб Е. И., Маньковский К. К., Квантовый размерный эффект в сверхпроводящих пленках олова // ЖЭТФ. — 1969. — Т.57. — С. 1495—1504.
6. Komnik Yu. F., Bukhshtab E. I., Andrievskii V. V. &. Butenko A. V.  Electron localization and interaction in bismuth thin films. // J. Low Temp. Phys. — 1983. — Vol. 52. — P. 315.
7. Бутенко А. В., Бухштаб Е. И., Комник Ю. Ф. Локализация электронов в топких пленках сурьмы. // ФНТ. — 1983. -  Т. 9.-  С. 100—104.
8. Komnik Yu.F., Kashirin V.Yu., Belevtsev B.I., and Beliaev E.Yu. Temperature variation of the time of inelastic electron relaxation in disordered bismuth films. // Phys. Rev. B. — 1994. — Vol. 50. — P. 15298.
9. Kashirin V. Yu. and Komnik Yu. F. Electron-electron interaction in thin bismuth films. //  Phys. Rev. B. — 1994. — Vol. 50. — P. 16845.
10. Belevtsev B. I., Komnik Yu. F., and Beliayev E. Yu. Electron relaxation in disordered gold films. // Phys. Rev. B. — 1998. — Vol. 58. — P. 8079.
11. Belevtsev B.I., Komnik Yu.F. Effect of grain boundary electron scattering on conductivity of quench-condensed indium films. // Thin Solid Films. — 1984. — Vol. 122. — P. 1 — 8.
12. Belevtsev B.I., Komnik Y.F., Fomin A.V. Superconductivity effects near the metal-insulator transition in granular indium films // J. Low Temp. Phys. — 1987. — Vol. 69.- No. 5-6. — P. 401—417.
13. Belevtsev B.I., Komnik Y.F., Fomin A.V. // Reentrant phenomena in superconductivity of ultrathin amorphous bismuth-films // J. Low Temp. Phys. — 1989. — Vol. 75. — No. 5-6. — P. 331—347.
14. Андриевский В. В., Асс Е. И., Комник Ю. Ф. «Циклотронная спектроскопия» электрон-фононной релаксации в микроконтактах // Письма в ЖЭТФ. — 1988. — Т.  47. — № 2. — С. 103—106.
15. Andrievskii V.V., Komnik Yu.F., and Rozhok S.V. Electron flow diffraction in a point contact // Phys. Rev. B. — Vol. 56. — No. 7. — P. 4023-4027.
16. Agan S., Mironov O.A, Parker E.H.C., Whall T.E., Parry C.P., Kashirin V.Yu., Komnik Y.F., Krasovitsky Vit.B., and  Emeleus C.J. Low-temperature electron transport in Si with an MBE-grown Sb δ layer // Phys. Rev. B. — 2001. — Vol. 63. — P. 075402.
17. Leadley D.R., Andrievskii V.V., Berkutov I.B., Komnik Y.F., Hackbarth T., Mironov O.A. Quantum interference effects in p-Si1-xGex quantum wells // J. Low Temp. Phys. — 2010. — Vol. 159. — No. 1/2, P. 230.
18. Андриевский В. В., Рожещенко А. Ю., Комник Ю. Ф., Миронов M., Волл T.E, Квантовая интерференция и спин-орбитальные эффекты в гетероструктуре с 2D дырочным газом в квантовой яме Si0.2Ge0.8 // ФНТ. — 2003 — Т. 29. — № 4. — С. 424 (2003).
19. Ovsienko I.V., Len T.A., Matsuy L.Yu., Prylutskyy Yu.I., Berkutov I.B., Andrievskii V.V., Komnik Yu.F., Mirzoiev I.G., Grechnev G.E., Kolesnichenko Yu.A., Hayn R., Scharff P. Magnetoresistance and electrical resistivity of N-doped multi-walled carbon nanotubes at low temperatures // Physica Status Solidi.B. — 2015. — Vol. 252. — No. 5. — P. 1402—1409.
20. Беркутов И. Б., Андриевский В. В., Комник Ю. Ф., Колесниченко Ю. А., Беркутова А. И., Ледли Д. Р., Миронов О. А. Интерференционные эффекты в кремний-германиевых гетероструктурах с квантовыми ямами различной ширины // ФНТ. — 2016. — Т. 42. — № 2. — С. 149—158.